# مفتاح الحياة

العنخ

العنخ أو مفتاح الحياة هو رمز هيروغليفي مصري قديم كان يستخدم في الكتابة والفن لتمثيل كلمة «الحياة»، وبالتالي، يعد كرمز للحياة نفسها. استمر استخدامه من خلال المصريين الأقباط الذين قاموا بتكييفه كصليب crux ansata وهو نسخة من الصليب المسيحي مع حلقة دائرية مماثلة لحلقة العنخ.
العلامة لها شكل صليب ولكن مع حلقة بيضاوية بدلاً من الشريط العلوي. أصول الرمز غير معروفة، على الرغم من أنه تم اقتراح العديد من الفرضيات. تم استخدامه في الكتابة كعلامة ثلاثية، تمثل سلسلة من ثلاثة أحرف ع-ن-خ. يمكن العثور على هذا التسلسل في العديد من الكلمات المصرية، بما في ذلك الكلمات التي تعني «المرآة» و«باقة الأزهار» و«الحياة». غالبًا ما يظهر الرمز في صورة مادية ويمثل حياة أو مواد مثل الهواء أو الماء. كان شائعًا بشكل خاص في أيدي الآلهة، أو يتم منحه من قبلهم للفرعون، لتمثيل قوتهم في الحفاظ على الحياة وإحياء الأرواح البشرية في الحياة الآخرة. كانت واحدة من الزخارف الأكثر شيوعا في مصر القديمة واعتمدتها الثقافات المجاورة كعمل فني. منذ أواخر القرن العشرين، في العالم الغربي، أصبح الرمز يستخدم بشكل تزييني، كرمز للهوية الثقافية الأفريقية، وأنظمة المعتقدات الوثنية الجديدة، والثقافة القوطية.
|  |

|  |

|  |

|  |

|  |

|  |

|  |

|  |

## الأصل

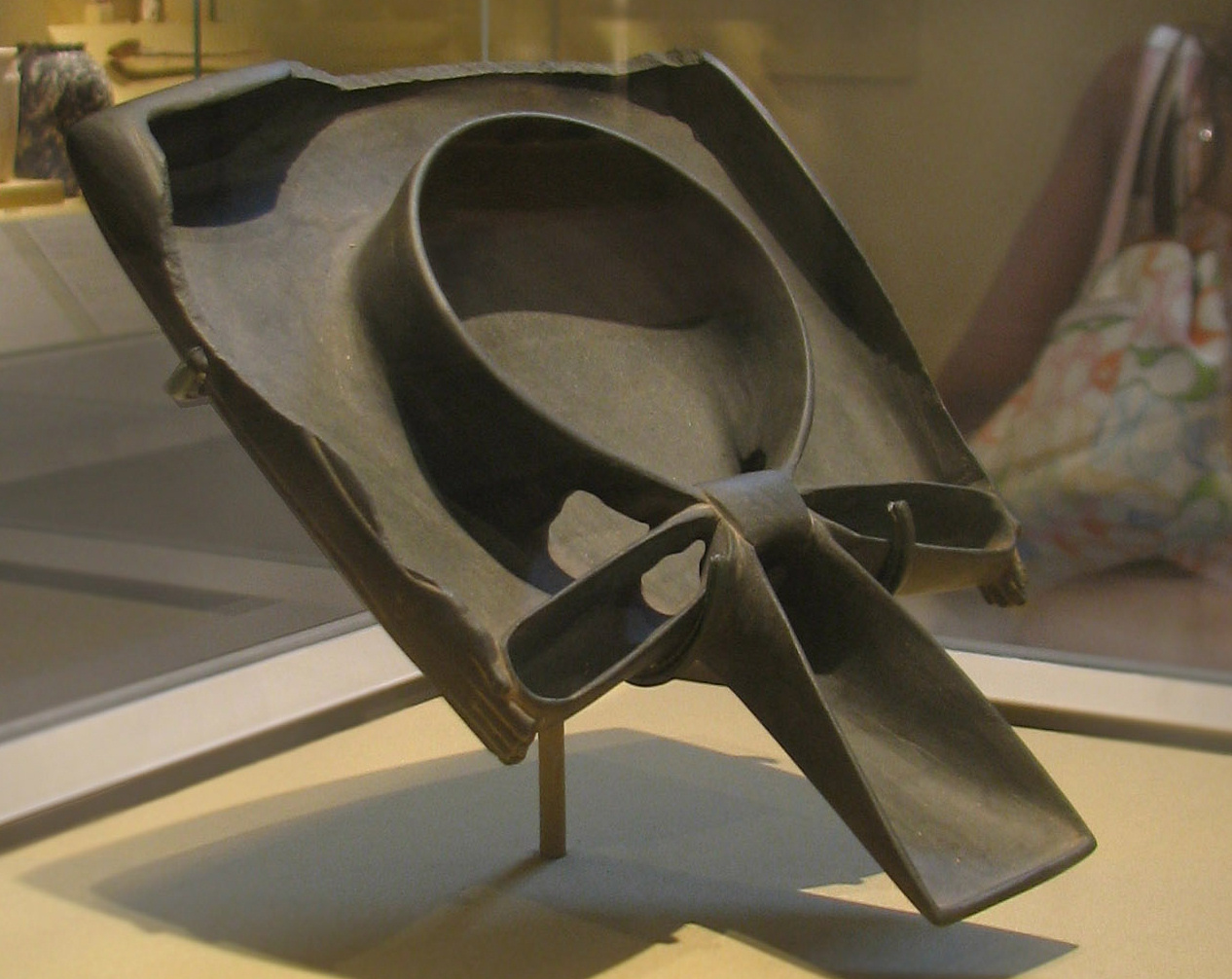
صحن حجري من عصر الأسرة الأولى على شكل عنخ يحتضنه زوج من الأذرع ويمثل "كا".

تعود الأمثلة المبكرة على علامة عنخ إلى الأسرة الأولى (القرن 30 إلى 29 قبل الميلاد). لا يوجد اتفاق كبير على الشيء المادي الذي كانت تمثله العلامة في البداية.
يعتقد العديد من العلماء أن العلامة عبارة عن عقدة مكونة من مادة مرنة مثل القماش أو القصب، حيث تُظهر النسخ الأولى من العلامة الشريط السفلي من العنخ كطولين منفصلين من المادة المرنة، مما يبدو أنها تمثل طرفي عقدة. تشبه هذه النسخ المبكرة رمز tyet، وهي علامة تمثل مفهوم «الحماية». لهذه الأسباب، اعتقد علماء المصريات هاينريش شيفر وهنري فيشر أن العلامتين لهما أصل مشترك، وكانا يعتبران العنخ عقدة تم استخدامها كتميمة وليس لأي غرض عملي.
استخدمت الكتابة الهيروغليفية علامات تصويرية لتمثيل الأصوات، بحيث على سبيل المثال، يمكن أن يمثل الرمز الهيروغليفي للمنزل الأصوات ب-ر، والتي توجد في الكلمة المصرية لـ «منزل». هذه الممارسة المعروفة باسم rebus principle سمحت للمصريين بتمثيل أشياء، مثل المفاهيم المجردة، التي لا يمكن تصويرها. اعتقد غاردينر أن علامة عنخ نشأت بهذه الطريقة. وأشار إلى أن الرسوم التوضيحية لأشرطة الصندل على توابيت المملكة الوسطى تشبه هذه العلامة الهيروغليفية وقال إن الإشارة كانت تمثل أصلاً عقدة ثم أصبحت تستخدم في كتابة جميع الكلمات الأخرى التي تحتوي على الحروف الساكنة Ꜥ-n-ḫ (ع-ن-خ). تسرد قائمة جاردنر للعلامات الهيروغليفية العنخ باسم S34، وتضعها في فئة الملابس، بعد S33 مباشرة، وهي العلامة الهيروغليفية للصندل. فرضية غارينر لا تزال قائمة؛ يفترض جيمس ألين، في كتاب عن اللغة المصرية نُشر في عام 2014، أن الإشارة كانت تعني في الأصل «حزام صندل» ويستخدمه كأحد الأمثلة الرئيسية لمبدأ rebus في الكتابة الهيروغليفية.
جادل العديد من المؤلفين أن الإشارة كانت تمثل في الأصل شيئًا آخر غير العقدة. اقترح البعض أنها كان لها معنى جنسي. على سبيل المثال، اعتقد توماس إنمان، عالم أساطير هاو في القرن التاسع عشر، أن العلامة تمثل الأعضاء التناسلية للذكور والإناث، مع ضمهما في علامة واحدة. جادل فيكتور لوريت، عالم مصريات من القرن التاسع عشر، بأن «المرآة» كانت المعنى الأصلي للعلامة. هناك مشكلة في هذه الحجة، والتي اعترف لوريت بها، وهي أن الآلهة تظهر بشكل متكرر وهي تمسك العنخ من خلال حلقتها، وأيديها تمر عبرها حيث من المفترض أن يكون السطح العاكس الصلب للمرآة على شكل عنخ. أندرو جوردن، عالم المصريات، وكالفين شوابي، وهو طبيب بيطري، يران أن أصل العنخ يرتبط بعلامتين آخرتين من أصل غير مؤكد وغالبا ما يظهران جنبا إلى جنب معها: صولجان واس، وهو ما يمثل «السلطة» أو «السيادة»، وعمود جد، ويمثل «الاستقرار». وفقًا لهذه الفرضية، يتم رسم شكل كل علامة من جزء من تشريح الثور، مثل بعض العلامات الهيروغليفية الأخرى المعروفة بأنها تستند إلى أجزاء جسم الحيوانات. في المعتقد المصري، كان السائل المنوي مرتبطًا بالحياة، وإلى حد ما، بـ «القوة» أو «السيادة»، وتشير بعض النصوص إلى أن المصريين اعتقدوا أن السائل المنوي نشأ في العظام. لذلك، يشير كالفن وشوابي إلى أن العلامات تستند إلى أجزاء من تشريح الثور التي يُعتقد أن السائل المنوي يمر عبرها: العنخ عبارة عن فقرة صدرية، وعمود جد هو العجز والفقرات القطنية، وصولجان واس هو القضيب المجفف للثور.

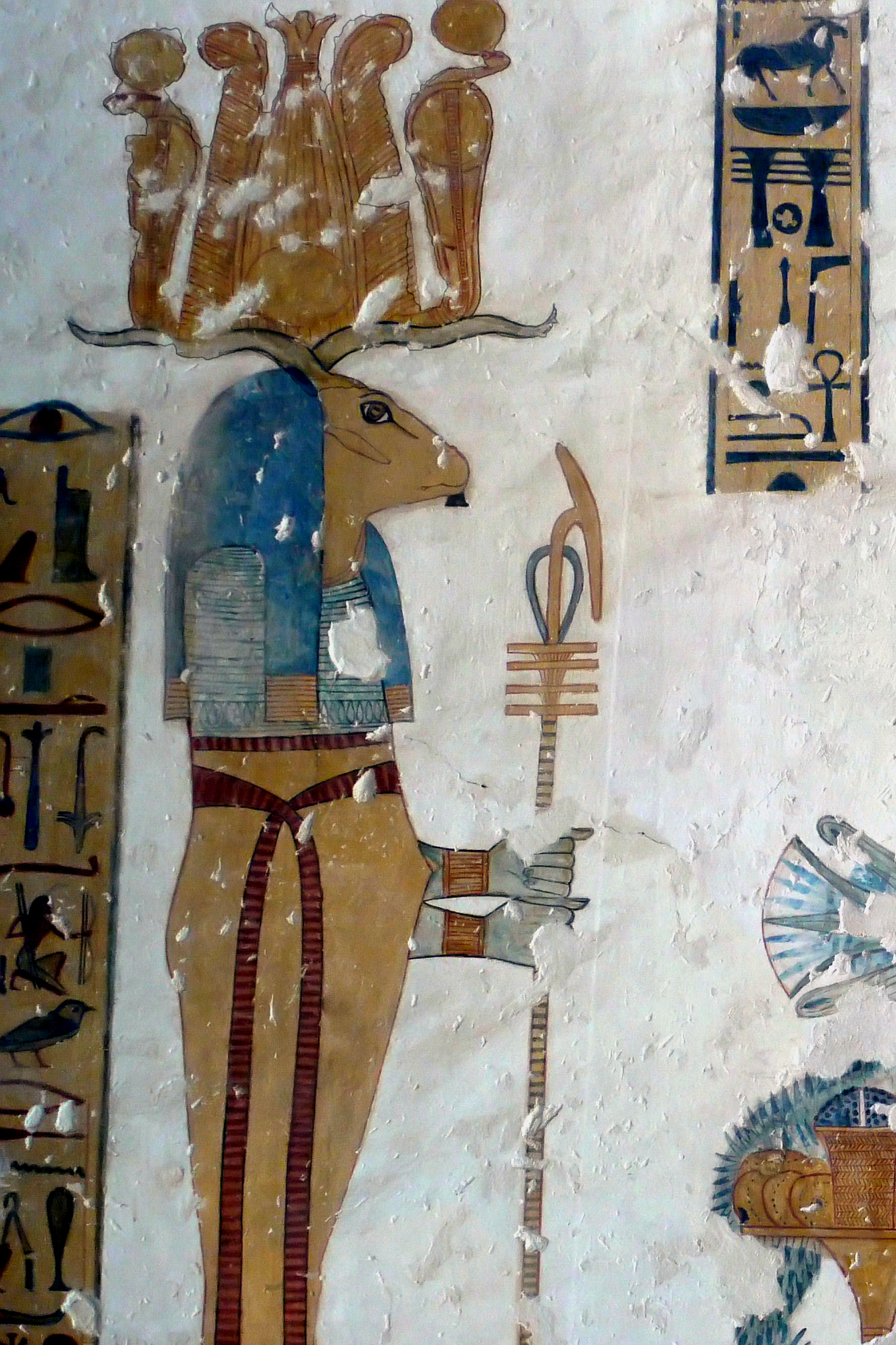
الإله بنيبجديت مع صولجان يجمع بين واس وعمود جد مع عنخ
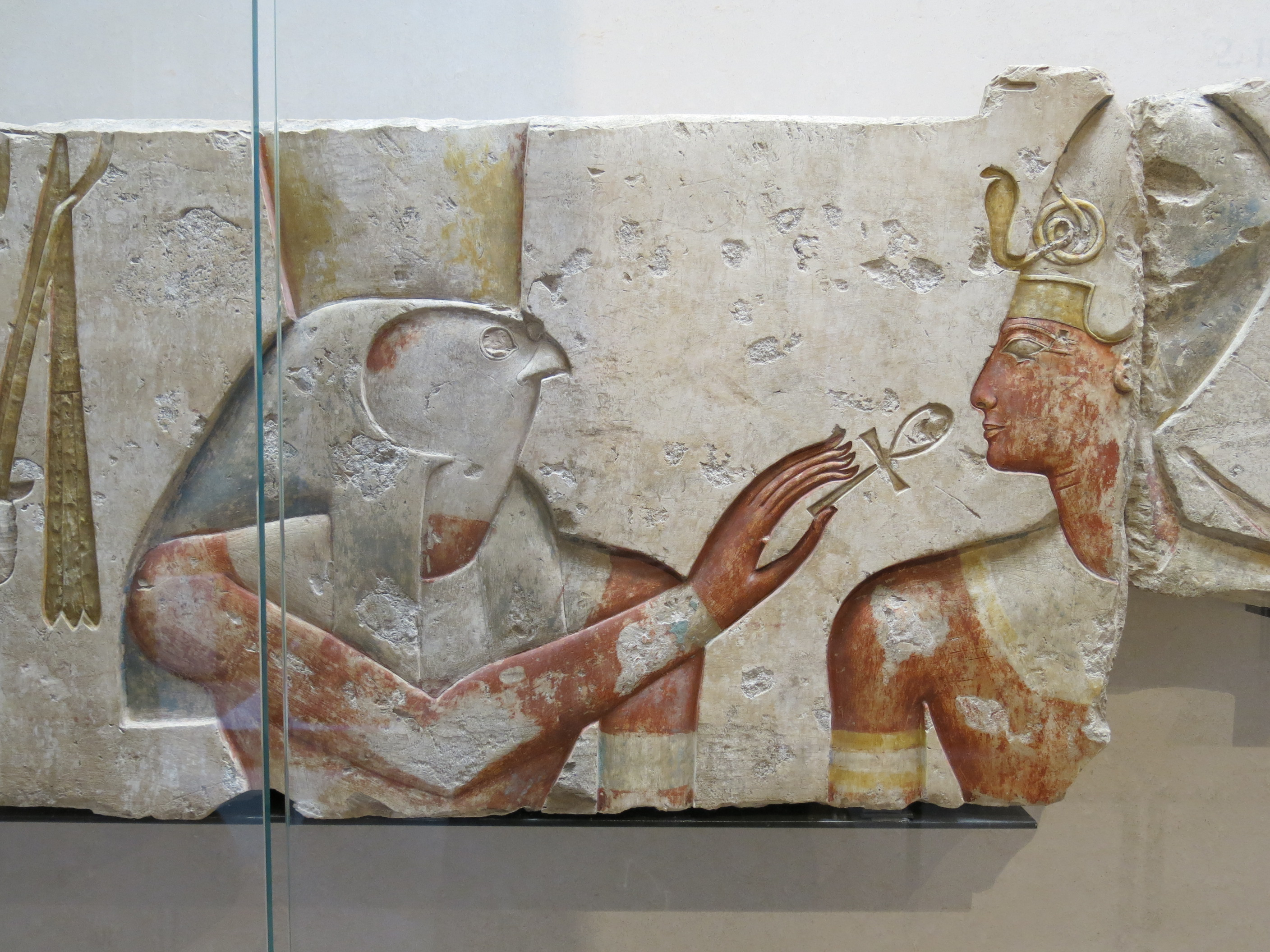
الإله حورس يقدم الحياة للملك رمسيس الثاني
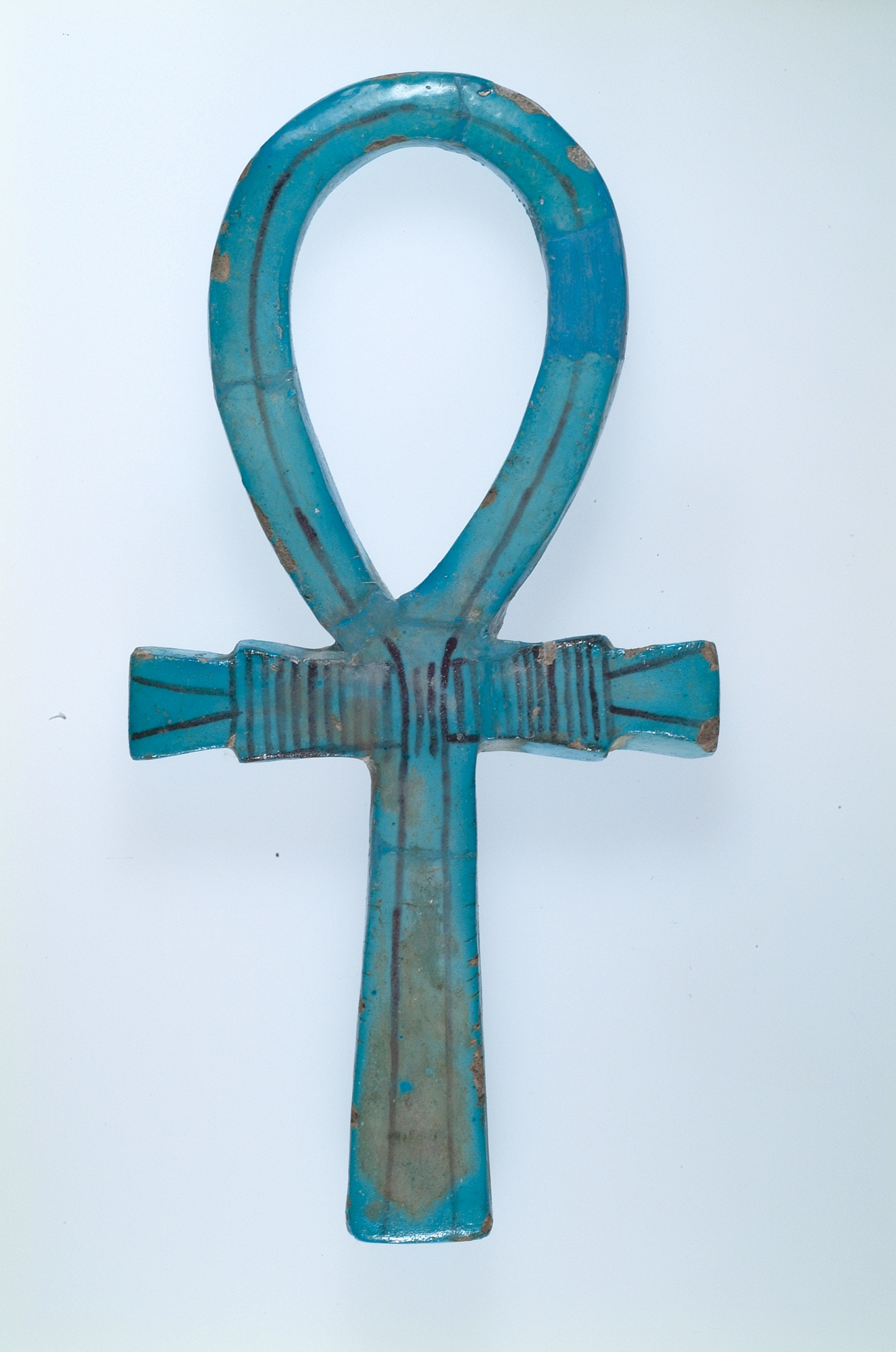
عنخ مصنوع من فاينس مصري
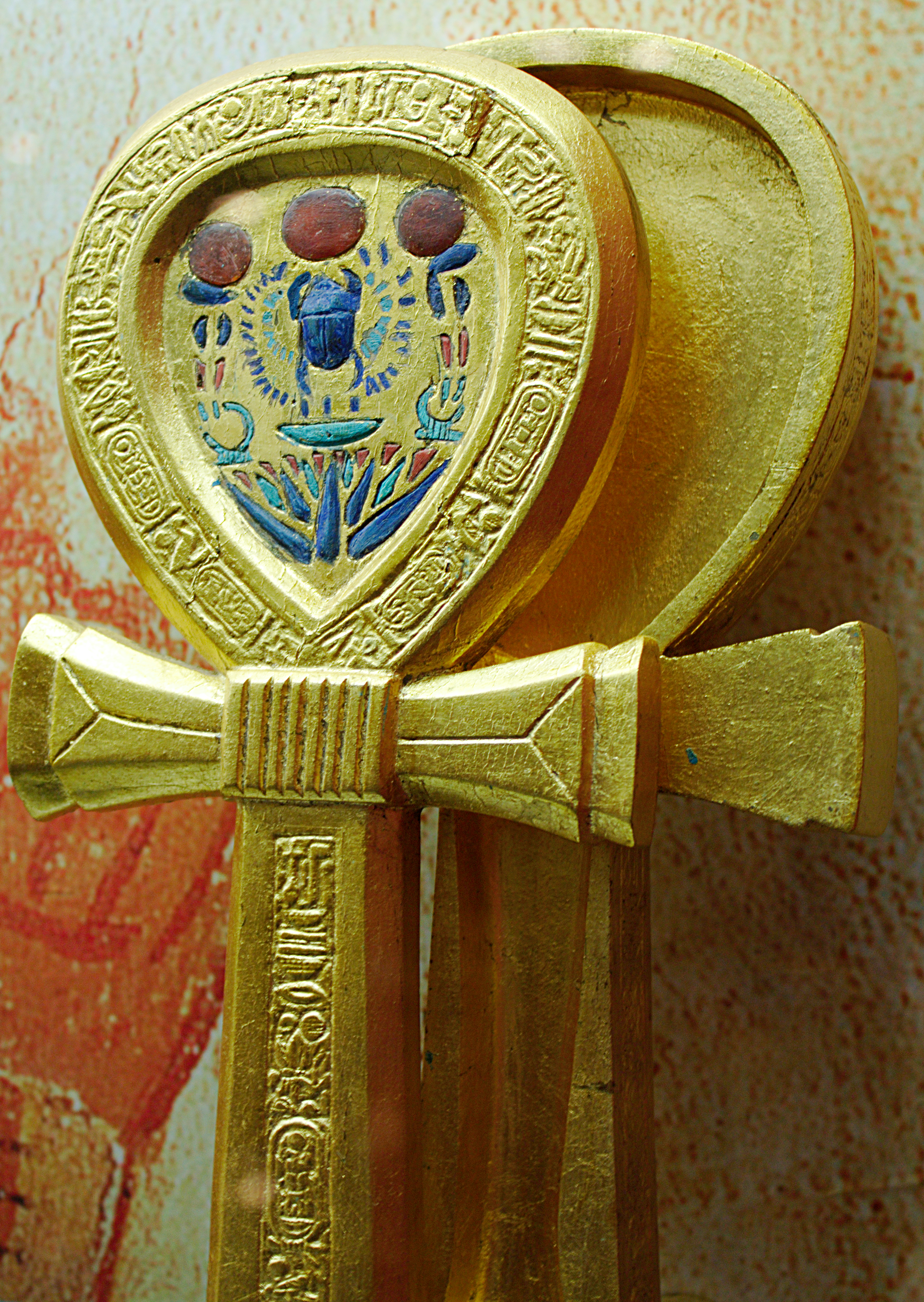
علبة مرآة على شكل عنخ من مقبرة توت عنخ آمون
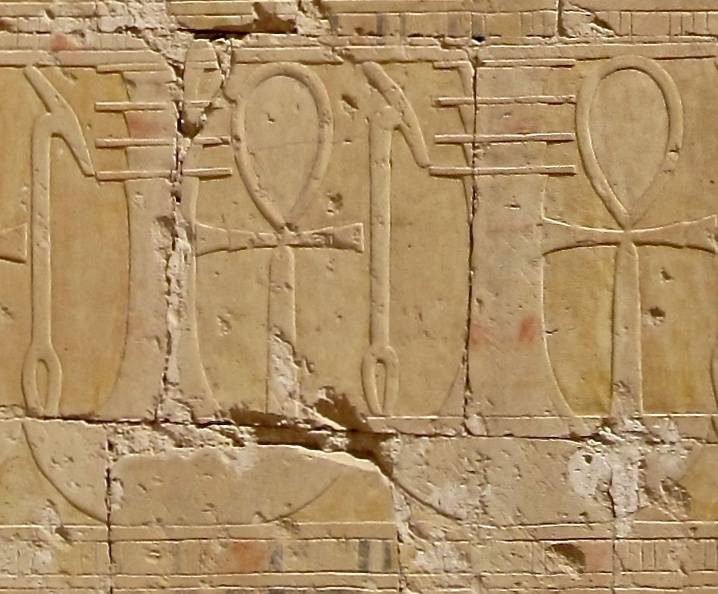

## استخدامها في الدين والفن
في المعتقد المصري، كانت الحياة قوة منتشرة في جميع أنحاء العالم. كانت الكائنات الحية الفردية، بما في ذلك البشر، من مظاهر هذه القوة ومرتبطة بها بشكل أساسي.  ظهرت الحياة في  خلق العالم ، والأحداث الدورية مثل شروق وغروب الشمس كان يُنظر إليها على أنها إعادة تمثيل للأحداث الأصلية للخليقة التي حافظت على الحياة وتجددها في الكون. وهكذا كان الحفاظ على الحياة هو الوظيفة المركزية لـ  الآلهة الذين حكموا هذه الدورات الطبيعية. لذلك، كثيرًا ما كان يُصوَّر عنخ وهو محتجز في أيدي الآلهة، مما يمثل قوتهم الواهبة للحياة. اعتقد المصريون أيضًا أنه عند وفاتهم، يمكن تجديد حياتهم الفردية بنفس طريقة الحياة بشكل عام.  لهذا السبب، كانت الآلهة غالبًا ما يتم تصويره في المقابر وهو يعطي إشارات عنخ للإنسان، وعادة ما يكون الفرعون.  نظرًا لأن العلامة تمثل القدرة على منح الحياة، نادرًا ما كان يُظهر البشر بخلاف الفرعون وهم يستقبلون عنخ قبل نهاية المملكة الوسطى، على الرغم من ضعف هذه الاتفاقية بعد ذلك. مثل الفرعون مصر ككل إلى حد ما، ومن خلال منحه الإشارة، منحت الآلهة الحياة للأمة بأكملها. 
من خلال توسيع مفهوم «الحياة»، يمكن أن تعني العنخ الهواء أو الماء. في العمل الفني، ترفع الآلهة عنخها إلى أنف الملك: تمنحه نسمة الحياة. مروحة يدوية كانت رمزًا آخر للهواء في الأيقونات المصرية، وكان الخدم الذين عادة ما كانوا يحملون المعجبين خلف الملك يتم استبدالهم أحيانًا في الأعمال الفنية بعلامات عنخ بالأذرع. في مشاهد التطهير الطقسي، حيث يتم سكب الماء على الملك أو أحد عامة الناس المتوفين، يمكن استبدال الخطوط المتعرجة التي تمثل الماء عادةً بسلاسل من علامات عنخ. 
ربما تم استخدام العنخ بشكل زخرفي أكثر من أي علامة هيروغليفية أخرى. تم صنع المرايا وحالات المرايا وباقات الزهور في شكلها، نظرًا لاستخدام العلامة في كتابة اسم كل من هذه الأشياء. بعض الأشياء الأخرى، مثل أواني القربان وسيسترا، تم تشكيلها أيضًا مثل العلامة. ظهرت العلامة بشكل شائع جدًا في زخرفة الأشكال المعمارية مثل الجدران والأضرحة داخل  المعابد.  في سياقات مثل هذه، غالبًا ما ظهرت العلامة مع علامتي «كان» و «جد» اللتان تدلان معًا على «الحياة والسيطرة والاستقرار». في بعض إفريز زخرفية في المعابد، وُضعت العلامات الثلاثة، أو «عنخ» و «كان» بمفردها، فوق الكتابة الهيروغليفية لسلة تمثل كلمة «كل»: «كل الحياة والقوة» أو «كل الحياة والقوة والاستقرار». يمكن تصوير بعض الآلهة، مثل بتاح وأوزوريس، وهي تحمل صولجان «كان» الذي يضم عناصر من العنخ و «جد». 
كان الغرض من التمائم المصنوعة على شكل علامات هيروغليفية أن تنقل لمن يرتديها الصفات التي تمثلها العلامة. ارتدى المصريون التمائم في حياتهم اليومية وكذلك وضعوها في المقابر لضمان رفاهية المتوفى في الآخرة. ظهرت التمائم على شكل عنخ لأول مرة في وقت متأخر من  المملكة القديمة (حوالي 2700 إلى 2200 قبل الميلاد) واستمر استخدامها حتى أواخر الألفية الأولى قبل الميلاد، لكنها كانت نادرة، على الرغم من أهمية رمز. كانت التمائم على شكل علامة مركبة تضم العنخ و «كان» و «جد» أكثر انتشارًا. 
عادة ما كانت علامات عنخ في الفن ثنائي الأبعاد مطلية باللون الأزرق أو الأسود.  غالبًا ما كانت التمائم الأولى عنخ مصنوعة من الذهب أو إلكتروم، وهي سبيكة من الذهب والفضة . فاينس، الخزف الذي كان عادةً أزرق أو أخضر، كان أكثر المواد شيوعًا لتمائم العنخ في العصور اللاحقة، ربما لأن لونه يمثل الحياة والتجدد. 

## الشرق الأدنى القديم
تبنى شعب سوريا وكنعان العديد من الزخارف الفنية المصرية خلال العصر البرونزي الأوسط (من 1950 إلى 1500 قبل الميلاد)، بما في ذلك الرموز الهيروغليفية، والتي كان عنخ أكثرها شيوعًا. غالبًا ما كان يتم وضعه بجوار شخصيات مختلفة في الأعمال الفنية أو يظهر وهو ممسوك من قبل الآلهة المصرية الذين كانوا يعبدون في الشرق الأدنى. كان يستخدم في بعض الأحيان لتمثيل الماء أو الخصوبة. في مكان آخر في الشرق الأدنى، تم دمج الرمز في الهيروغليفية الأناضولية لتمثيل كلمة «الحياة»، واستخدمت العلامة في الأعمال الفنية للحضارة المينوسية التي تركزت على جزيرة كريت. أحيانًا كانت الأعمال الفنية المينوسية تجمع بين العنخ، أو علامة tyet ذات الصلة، مع الشعار المينوسي الفأس المزدوج.
كذلك المملكة المروية، التي تقع جنوب مصر وتأثرت بشدة بدينها، يظهر في أعمالها الفنية العنخ بشكل بارز. يظهر في المعابد والفن الجنائزي في العديد من السياقات كما هو الحال في مصر، وهو أيضًا أحد العناصر الأكثر شيوعًا في زخرفة الفخار المرَّوي.

## المسيحية

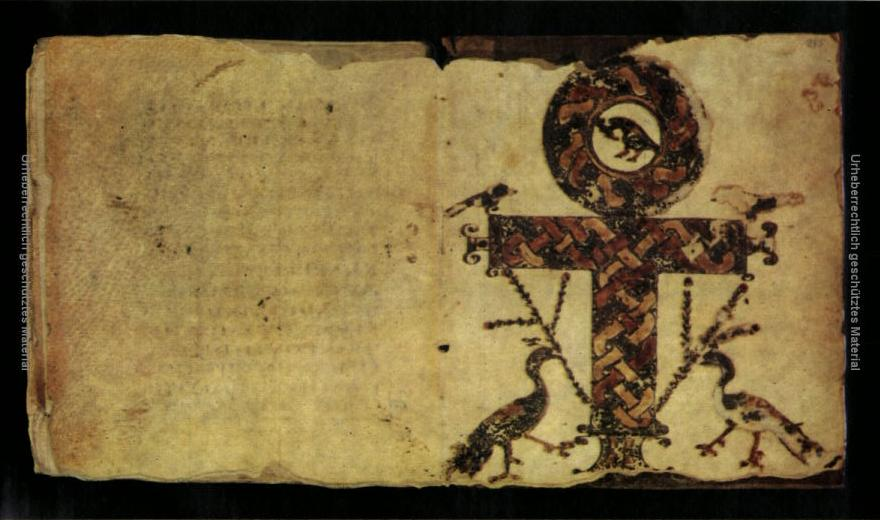
crux ansata في مخطوطة جلاسيير، مخطوطة قبطية للعهد الجديد، من القرن الرابع إلى الخامس الميلادي.

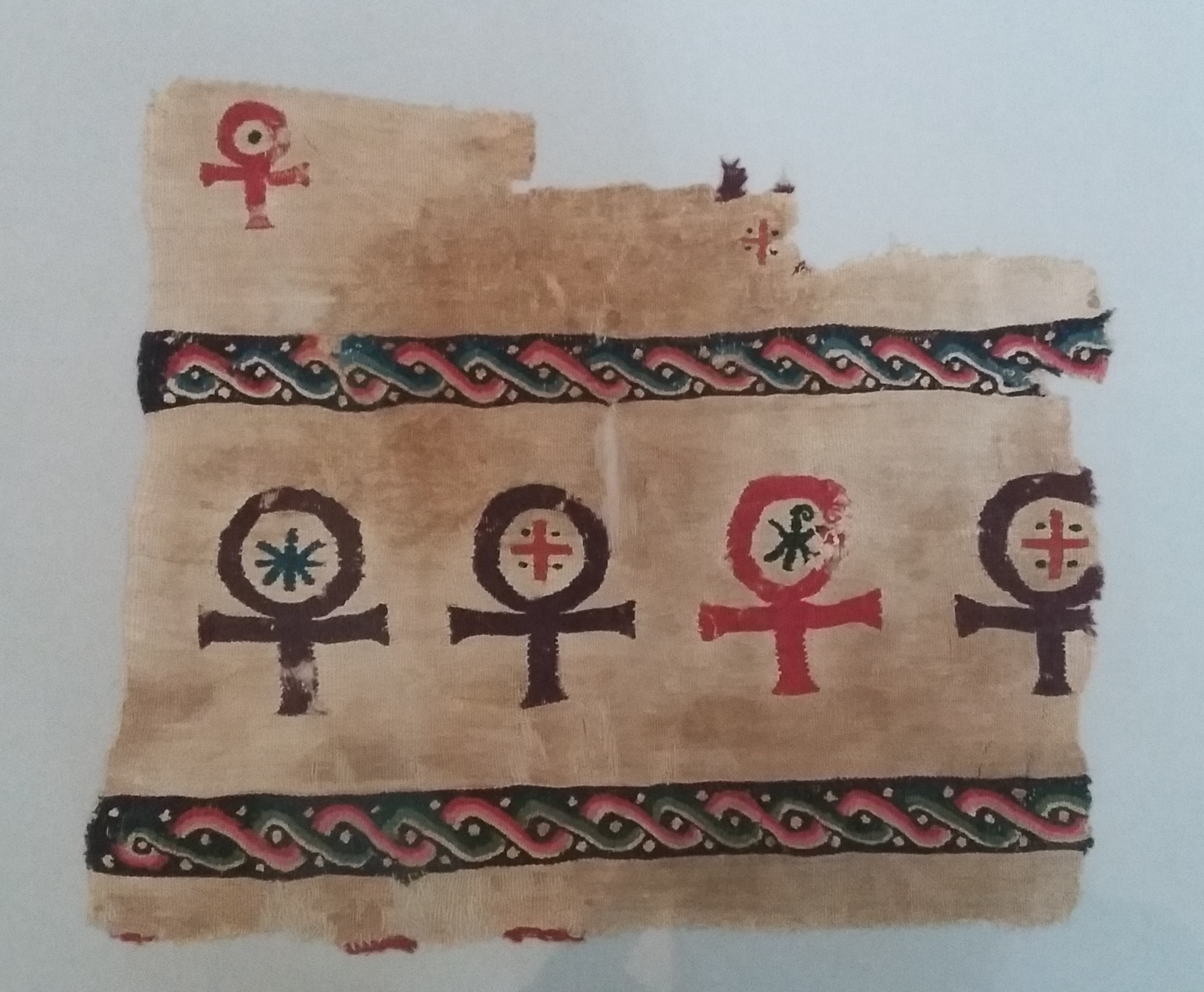
علامات crux ansata على قطعة قماش، من القرن الرابع إلى الخامس الميلادي

كان العنخ أحد الزخارف الفنية المصرية القديمة القليلة التي استمر استخدامها بعدما صارت مصر مسيحية, خلال القرنين الرابع والخامس الميلادي. تشبه العلامة الـ staurogram، وهي علامة تشبه صليب مسيحي مع حلقة على يمين الشريط العلوي واستخدمها المسيحيون الأوائل كمونوجرام ليسوع، وكذلك علامة crux ansata، والتي تتشكل مثل العنخ بحلقة دائرية بدلاً من شكل بيضاوي أو شكل دمعة. تم اقتراح أن يكون الstaurogram متأثرًا بالعنخ، لكن الاستخدامات المسيحية الأقدم للإشارة تعود إلى حوالي 200 ميلادية، أي قبل التبني المسيحي للعنخ. إن أقدم مثال معروف لـcrux ansata يأتي من نسخة من إنجيل يهوذا من القرن الثالث أو أوائل القرن الرابع الميلادي. قد يكون اعتماد هذه العلامة قد تأثر بالstaurogram أو العنخ أو كليهما.
وفقًا لسقراط القسطنطيني، عندما قام المسيحيون بهدم أكبر معبد في الإسكندرية، سيرابيوم، في عام 391 بعد الميلاد، لاحظوا وجود علامات شبيهة بالصليب منقوشة على القطع الحجرية. قال الوثنيون الذين كانوا حاضرين أن العلامة تعني «الحياة القادمة»، في إشارة إلى أن العلامة التي أشار إليها سقراط كانت العنخ؛ ادعى المسيحيون أن العلامة كانت خاصة بهم، مما يشير إلى أنه من المحتمل أنهم قد اعتبروا العنخ هو نفسه صليب crux ansata.
هناك القليل من الأدلة على استخدام crux ansata في النصف الغربي من الإمبراطورية الرومانية، لكن المسيحيين الأقباط المصريين استخدموه في العديد من المجالات، وخاصة في زخرفة المنسوجات.

## الاستخدام الحديث
في الآونة الأخيرة، أصبح العنخ رمزا شعبيا في الثقافة الغربية الحديثة، وخاصة كتصميم للمجوهرات والوشم. بدأ ظهوره مجددا عندما أثارت ثقافة الستينات المضادة اهتمامًا أكبر بالأديان القديمة. في القرن الحادي والعشرين، يعد أكثر الرموز ذات الأصل الأفريقي شهرة في العالم الغربي، ويستخدمه في بعض الأحيان المنحدرون من أصل أفريقي في الولايات المتحدة وأوروبا كرمز للهوية الثقافية الأفريقية. العنخ يرمز أيضا إلى الكيميتية، وهي مجموعة من الحركات الدينية القائمة على ديانة مصر القديمة. تحظى العلامة أيضًا بشعبية في الثقافة القوطية، التي ترتبط بشكل خاص بمصاصي الدماء، لأن قلادة عنخ تظهر بشكل بارز في فيلم مصاصي الدماء عام 1983 The Hunger.
تم إرفاق العلامة مرتين في معيار يونيكود لتشفير النص والرموز في الحوسبة. تظهر كـ U + 2625 (☥) في كتلة الرموز المتنوعة، و (U + 132F9 (𓋹 في كتلة الهيروغليفية المصرية.

## استشهادات
1. ↑  Allen 2000
2. 1 2 3  Fischer 1972
3. 1 2  Wilkinson 1992
4. 1 2 3 4  Gordon & Schwabe 2004
5. ↑  Baines 1975
6. 1 2 3  Allen 2014
7. ↑  Gardiner 1915
8. 1 2  Webb 2018
9. ↑  Finnestad 1989، صفحات 31–32.
10. ↑  توبين 1989، صفحات 197–198، 206–208.
11. ↑  توبين 1989، صفحات 197–198.
12. ↑  Hill 2010، صفحات 240 ، 242.
13. ↑  Wilkinson 1992، صفحات 177–179.
14. ↑  Wilkinson 1992، صفحة 177.
15. ↑  ويلكينسون 1992.
16. ↑  أندروز 1994.
17. ↑  Baines 1975، صفحات 18–19.
18. ↑  Andrews 1994، صفحات 86–87.
19. ↑  Teissier 1996
20. ↑  Marinatos 2010
21. ↑  Elhassan 2004
22. 1 2  Du Bourguet 1991
23. 1 2  Hurtado 2006
24. 1 2 3  Bardill 2012
25. ↑  Issitt & Main 2014
26. ↑  Ladouceur 2011
27. ↑  Unicode 11.0 Character Code Charts: Miscellaneous Symbols نسخة محفوظة 23 أكتوبر 2019 على موقع واي باك مشين.
28. ↑  Unicode 11.0 Character Code Charts: Egyptian Hieroglyphs نسخة محفوظة 6 نوفمبر 2019 على موقع واي باك مشين.

## اقرأ أيضا
- عمود جد
- صولجان واس
- أوشبتي
- فاينس
- جعران فرعوني